# Wither
Wither je singl i EP izdanje američkog progresivnog metal sastava Dream Theater izdan 15. rujna 2009. godine. 

## Popis pjesama
| Br. | Skladba                             | Tekstopisac   | Skladatelj                                 | Trajanje |
| --- | ----------------------------------- | ------------- | ------------------------------------------ | -------- |
| 1.  | »Wither«                            | John Petrucci | John Petrucci                              | 5:25     |
| 2.  | »Wither (Piano Version)«            | Petrucci      | Petrucci, Jordan Rudess                    | 5:08     |
| 3.  | »Wither (JP Vocal Demo)«            | Petrucci      | Petrucci                                   | 5:26     |
| 4.  | »The Best of Times (MP Vocal Demo)« | Mike Portnoy  | John Myung, Petrucci, Mike Portnoy, Rudess | 13:05    |

## Izvođači
- James LaBrie – vokali
- John Petrucci – gitara
- John Myung – bas-gitara
- Mike Portnoy – bubnjevi
- Jordan Rudess – klavijature